# Pycreus lancelotii
Pycreus lancelotii är en halvgräsart som beskrevs av Sarah M. Almeida. Pycreus lancelotii ingår i släktet Pycreus och familjen halvgräs. Inga underarter finns listade i Catalogue of Life.